# Lidija Nikolajewna Seifullina

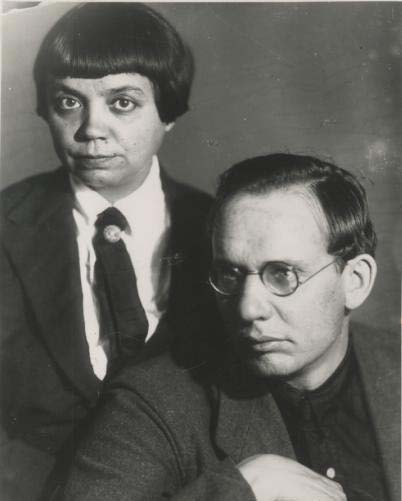
Seifullina und Prawduchin

Lidija Nikolajewna Seifullina (russisch Лидия Николаевна Сейфуллина; * 22. Märzjul. / 3. April 1889greg. in Warlamowo, Gouvernement Orenburg, heute Oblast Tscheljabinsk; † 25. April 1954 in Moskau) war eine russische Lehrerin, Bibliothekarin und Autorin von Prosawerken und Theaterstücken.

## Leben
Lidija Nikolajewna Seifullina war von 1917 bis 1919 Mitglied der Sozialrevolutionäre. Sie arbeitete für die Zeitschrift Sibirische Feuer und verfasste mehrere Erzählungen über Sibirien. Ihre Novelle Das Herz auf der Zunge (russisch Wirineja) wurde zu einem erfolgreichen Theaterstück umgeschrieben. 
Seifullina war mit dem Schriftsteller und Kritiker Walerian Prawduchin (1892–1938) verheiratet. Ihr Buch Der Ausreisser wurde von den Nazis auf die Liste des schädlichen und unerwünschten Schrifttums gesetzt.

## Werke
- Wirinea. Autorisierte Übersetzung aus dem Russischen von Hans Ruoff. Malik, Berlin 1925 Digitalisat 7.-9. Tsd. bei Google Books =
- Der Ausreißer. Deutsche Übersetzung von Maria Einstein (Ramm). Malik, Berlin 1925 Digitalisat 7.-9. Tsd. bei Google Books =